# 信長の野望・天下創世
『信長の野望・天下創世』（のぶながのやぼう・てんかそうせい）は、2003年9月12日にコーエー（現・コーエーテクモゲームス）から発売されたWindows用歴史シミュレーションゲーム。「信長の野望シリーズ」の第11作。2004年4月1日にPlayStation 2（以下、PS2）用に移植された。
Windows Vistaには当初対応していなかったが、2007年10月2日のパッチで対応した。

## 内容

### 概要
プレイヤーの目的は、プレイヤー自身が操作する大名家に指示を出すことで、全国の他大名を滅ぼすか、あるいは従属させ、日本全国を統一することである。本作では前作『蒼天録』で可能だった城主・軍団長でのプレイはできず、前々作『嵐世記』までで採用された、大名のみでのプレイに戻った。音楽は山下康介が担当した。
本作「天下創世」ではゲーム内の町並み・合戦の様子が、フル3Dでビジュアル化されたのが特徴である。城下町の発展の様子、戦争中の自軍と敵軍の戦いの状況・進展が上空から眺めるような感じで３Dでリアルタイムで見ることが出来る。ただしPC版の場合、より高性能なマシンパワーが必要とされ、非力なCPU・ビデオカードだとゲームがスムーズに動かなかったり、合戦に1時間以上も時間がかかることがある。また、ゲームの途中でフリーズすることもあり、PCで遊ぶ場合は注意が必要である。
ゲームの操作性については、コントローラーのボタン操作機能が前作に比べて簡略化され、初心者でもゲームをスムーズに進行できるように配慮されている。また、初めてのビギナー・初心者向けにゲームの遊び方・操作方法を解説した「チュートリアル」も親切に用意されている。
またPC版の音楽は前作同様Windows Media形式で収録されている。これを利用すればゲーム中に任意のBGMを流したり、他の作品で本作のBGMを使ったりすることも可能である。
また本作より武将グラフィックが1名あたり4枚用意されるようになった。56×70ピクセル、90×120ピクセル、240×240ピクセルおよび合戦中の武将の台詞表示時用のアイコンの4種類であり、一番大きなサイズのものは顔だけでなくバストアップまでが描かれている。なおPC版の通常の『天下創世』（以下、無印）では当初、一部複数の武将で同じグラフィックが使用されていたが、後にパッチで修正された。
またこれまでは「信長の野望・烈風伝」のものを踏襲したデザインのグラフィックだったが、本作「天下創世」からデザインが一新された。
新武将は前作同様、1000人まで登録できるが、パワーアップキット版でも、一度にゲームに登場させられるのは500人までである。時代進行・合戦などによる寿命・討ち死に伴って武将が入れ替わるようになっている。
なおこれまでのシリーズでは『覇王伝』以降、タイトルは末尾に「伝」「記」「録」が順番で繰り返しで付く漢字3文字のタイトルが続いていた（さらに5文字ではあるが『武将風雲録』も、更に順番も無視すれば『戦国群雄伝』も含めることができる）が、その順番通りであれば「○○伝」となるはずの本作でそれが崩れた。
2006年10月6日にソースネクストからWin向け廉価版も発売された。それまでの同社販売のコーエー作品にはシリアルが付いておらずユーザー登録、すなわちそれに付随してパッチダウンロードやシナリオ購入などができなかったが、本作及び同時発売の作品にはシリアルが付属している。その代わりそれまでの作品よりパッケージの厚さや定価が変更された。さらに2008年には同社の「Uメモ」シリーズとして1GBのUSBメモリに収録したものも発売された。インストールが高速で、CD-ROMドライブを持たないパソコンにも可能なことや通常のUSBメモリとしても使え、削除後もソースネクストサイトから再ダウンロードが可能なこと（要ソースネクストへのユーザー登録）が特徴となっている。ただしUメモ版には前述のシリアルは付属していないため一部のサービスが利用できず、またパワーアップキットも適用不可能となっている。
次作『革新』と比較すると、本作「天下創世」は、1枚マップでない分、やや内政志向を重視したゲームとなっている。

### ゲームシステム
知行制は再び撤廃され、内政・合戦などによる勲功に応じて身分、そして最大兵数が決まるようになった。また大名居城以外の城には城主を任命することになるが、政治と統率の合計値により命令できる回数が決定される。ただし城主の身分が低い場合、城主よりも高い身分の家臣の忠誠度は毎ターン下がる。
季節については本作品では1年を新春、春、梅雨、夏、秋、晩秋、冬、厳冬の8期に分けてターンが進んでいく。
また本作ではこれまでのシリーズでは可能だった征夷大将軍と関白の兼任が、ゲーム開始時点で既にどちらかに就任している場合などを除き基本的にはできなくなっている。

### 箱庭内政システムの復活
内政は前作『蒼天録』及び前々作『嵐世記』では奉行任命により半自動的に行われ、比重としては低かったが、本作では再び重要な位置を占めるものとなった。
本作では内政は「開発」コマンドで「町並み」を作り、そこに「投資」することで行う。「投資」により作られる施設の種類は指定できない。また開発できる町並みの種類は「大名規模」「領地」「同盟」に左右される。具体的には領地と建設する町並みには相性があり、相性の悪い場合は開発にコストが掛かり、また建設できる建物のレベルにも影響する。また「農村」「商人町」「武家町」以外を建設するにはその町並みを作れる領地を自家あるいは自家の同盟国が保有している必要がある。同盟により作れるようになった町並みは同盟が切れるとそれ以降の開発や投資ができなくなる。
「天下創世」の内政で建設できる施設は次の通りである（パワーアップキットでの追加の新施設を除く）。
- 農村（のうそん）：農業値が増加する。農業値の増加は、城の曲輪の増加に繋がる。
- 商人町（しょうにんまち）：商業値が増加する。商業値の増加は、城の櫓の大きさと、堀と石垣の建造に繋がる。ある特定条件下で「黄金茶室」ができる。黄金茶室ができると、商人がいなくとも茶会を開催できる。
- 武家町（ぶけまち）：城の最大兵士数が増加する。
- 鍛冶村（かじむら）：鉄砲生産量と商業値が増加する。
- 牧場（ぼくじょう）：馬の生産量と農業値が増加する。
- 南蛮町（なんばんまち）：南蛮文化値が増加する。南蛮文化値の増加は、天守の規模・野戦での砦の規模に繋がる。ある特定条件下で「大聖堂」ができる。南蛮文化が上昇すると、商人の来訪確率が高くなる。
- 寺町（てらまち）：日本文化値が増加する。日本文化値の増加は、城の門と塀の耐久値の増加に繋がる。ある特定条件下で「大仏」ができる。
- 公家町（くげまち）：日本文化値と商業値が増加する。
- 忍の里（しのびのさと）：忍者値と農業値が増加する。忍者値の増加は、敵計略の成功率低下に繋がる。
- 貿易町（ぼうえきまち）：南蛮文化値と商業値が増加する。港がある城にしか建設できない。ある特定条件下で「交易所」ができる。南蛮商人は貿易町がないと来訪しない。
- 宿場町（しゅくばまち）：商業値が増加する。施設の中に「賭場」があると、治安が低下しやすい。ある特定条件下で「湯治場」ができる(ただし、「源泉」がないとできない)。
- 八幡宮（はちまんぐう）：最大兵士数が増加する。大型施設「八幡宮」ができる。
- 本願寺（ほんがんじ）：農業値と日本文化値が増加する。大型施設「本願寺」ができる。一向宗関連のイベントに影響を及ぼす。
- 大社（たいしゃ）：日本文化値と商業値が増加する。大型施設「大社」ができる。

大型施設「黄金茶室」、「大仏」、「大聖堂」、「湯治場」、「交易所」、「八幡宮」、「本願寺」、「大社」については、基本的には城マップに1施設しか建設されない。必ず大型施設ができる八幡宮等も2区画目からは大型施設は出来ないようになっている。ただし、コンピューターが操作する大名の場合や、自国領地で大型施設が破壊され、その修復と同時に同じ町並みの新規建設を実行した場合などに、同種大型施設が2施設見受けられることが発生する。

### 大名規模と「決戦」
本作「天下創世」では新たに大名規模の概念が導入された。大名規模は名声と領地数により「小大名」「大大名」「群雄」「覇者」「天下人」と上がっていき、音楽もそれに伴い変化する。大名規模は内政にも影響を及ぼし、小さいうちは作れる町並みの種類も数も限られているが、規模上昇とともに種類も作れる数も増えていく。また編成可能な兵種も増える。それ以外に「大大名」以上で徴収や朝廷との交渉が可能になったり、「群雄」以上で家臣を「中老」以上の身分にすることも可能になったりする。
さらに「覇者」以降になると、「決戦」ができるようになる（ただし、他の大名に従属していないことが条件）。決戦を挑むには自大名、相手大名の大名規模が両方とも覇者以上で、さらに自大名と相手大名の領地が、街道･海路で直接繋がっている必要がある。決戦に参加できる武将数は12人であり、城主しか参加できないようになっている。決戦の結果、勝利大名は敗北大名の城のうち大半を自分の城にでき、さらに敗北大名を従属させることができる。
これまでのシリーズ作品ではある程度までプレイヤー担当大名の勢力が大きくなると、クリアまでが単調になりがちであったが、本作では「決戦」システム導入によりこの点への対策が取られている。あえて敵対大名の規模を「覇者」まで上げて決戦を挑むという戦術も可能である。

### パラメータ
武将の能力パラメータは、（隠しも含め）「政治」「統率」「教養」「知略」「義理」「相性」。前作にあった「野心」がなくなった代わりに『武将風雲録』以来の「教養」が復活した。外交での成功率は「教養」に依存するため、これまでゲーム上では使い道の少なかった主に文化面で活躍した人物達も、教養が高く設定されているため外交要員として活躍できるようになった。
特技
武将の所持する特技は戦争関係のものに特化された。武将の合戦特技には、「槍衾」（やりぶすま）、「斉射」（せいしゃ）、「突撃」（とつげき）、「軍神」（ぐんしん）、「鉄壁」（てっぺき）、「神速」（しんそく）、「破壊」（はかい）、「混乱」（こんらん）、「挑発」（ちょうはつ）、「収拾」（しゅうしゅう）、「鼓舞」（こぶ）の11種類があり、「槍衾」「斉射」「突撃」は更に3段階（威力が小・中・大）に分けられる。この「槍衾」、「斉射」、「突撃」、「混乱」、「挑発」は、戦闘の最中に武将の「士気」が高い状態になると「戦法」として発動でき、敵軍に大きなダメージを与えることができる。また、この合戦特技は戦場での活躍によってレベルを上げることもできる。武将の合戦特技をレベルアップさせるには、その武将を合戦に参加させて、勲功を稼ぐ必要があり、敵砦、矢倉、本陣、天守を占領したり、敵部隊を壊滅、撃退、敗走させることで武将は勲功を得ることができる。
- 槍衾（やりぶすま）：敵の攻撃に対し、反撃する能力が高くなる。槍衾とは、大勢の兵が隙間なく並び、槍を前方に突き出して構えることである。
- 斉射（せいしゃ）：弓、鉄砲の射撃間隔が短くなり、次々と一斉射撃して敵に大きなダメージを与える。伊達政宗、鈴木重秀は、騎馬鉄砲隊を率いている場合、射撃間隔が短くなる(他の斉射を持っている武将が騎馬鉄砲を率いて斉射を発動しても変化はない)。
- 突撃（とつげき）：騎馬隊、騎馬鉄砲隊、良馬隊の突撃間隔が短くなり、騎馬による突撃攻撃で敵に大きなダメージを与える。上杉謙信、真田幸村はさらに突撃間隔が短くなる。
- 軍神（ぐんしん）：攻撃力が上がり、周辺に位置する敵部隊の士気を低下させる。
- 神速（しんそく）：部隊の移動速度が速くなる。また、戦場までの到達日数が軽減される。
- 鉄壁（てっぺき）：敵の攻撃を弾く。はねかえす。
- 破壊（はかい）：施設、城門等を破壊するスピードが速くなる。上泉信綱と足利義輝は、足軽部隊を率いているときのみ城門を一閃で破壊することができる(PC版のバージョンによっては、鉄砲隊・騎馬隊でも発動することがある)。
- 混乱（こんらん）：敵部隊を混乱させる。混乱に掛かった部隊は一切の行動が不能になる。武田信玄、毛利元就、黒田孝高は戦闘に参加している全ての敵部隊に対して仕掛けることが可能。
- 挑発（ちょうはつ）：敵部隊を挑発する。挑発に掛かった部隊は仕掛けた部隊に猪突猛進してくるようになり防御力が低下する。竹中重治、立花道雪及び真田幸村は戦闘に参加している全ての敵部隊に対して仕掛けることが可能。
- 収拾（しゅうしゅう）：「混乱」「挑発」にかかった味方部隊を、通常の状態に戻す。石田三成は戦闘に参加している全ての味方部隊に対して収拾が可能。
- 鼓舞（こぶ）：味方部隊の士気を、兵糧の消費と引き替えに上昇させる。ただし、野戦時の両軍、攻城戦時の攻撃軍は、強攻状態にならない限り、いくら鼓舞しても、士気が普通以上には上昇しない。本願寺顕如と羽柴秀吉は戦闘に参加している全ての味方部隊に対して鼓舞することが可能。

さらに本作では武将同士の関係も設定されている。特定の武将に対してその親友武将として設定されている武将を使って登用や引抜をすることで成功率が上がることがある。また浪人の場合、特定の大名領地を仕官候補先として訪れやすくなるように設定されている武将もいる。逆に敵対武将として設定されている武将に仕えている場合には、忠誠度が何もしなくても下がったり合戦中に寝返りが起こったりしやすい。

### 合戦
本作での合戦には「野戦」と「攻城戦」の2種類が存在する。
【野戦】
野戦は、城と城の間に物見櫓が存在し、敵の侵攻を確認したときに「野戦」を実施するか選択することができる。コンピュータ担当大名は戦力が同等以上なら野戦を選択する傾向にある。野戦マップはいくつかあるマップの中からランダムに選ばれる。野戦に突入すると、投入部隊数の二分の一(端数繰り上げ)の数だけ本陣+砦が設置される。例えば、5部隊投入した場合には、本陣が1つ、砦が2つとなる。砦の耐久度は双方の南蛮文化の数値で変化する。野戦の勝敗は、「大将部隊の壊滅」、「大将部隊の逃走」、「本陣の占領」によって判定する。CPU大名の場合、兵士数が敵兵士数の半分以下になると撤退する傾向が高い。野戦の勝敗の鍵は、敵の砦の奪取である。砦を奪取すると部隊が「強攻」状態となり、攻撃力・防御力が跳ね上がるため、敵を壊滅させやすくなるからである。さらに戦闘中に武将の「士気」の数値が上昇すると、その武将の部隊は合戦特技の「戦法」の発動が使用可能となる。野戦で守備側の大名本人が捕縛された場合、攻城戦は発生せず、城明け渡しとなる。
【攻城戦】
攻城戦は、普段内政画面で見られるマップで行われる。城と城の間に物見櫓がない場合は自動的に攻城戦となる。攻城戦の場合、防御側は最初から士気の数値が高く、合戦特技の「戦法」が使用可能である。攻城側は、敵城の「櫓（やぐら）」をとれば強攻状態となり、士気の数値を上昇させることができる。城の施設の殆どは破壊可能であり、「石垣」、「堀」(この場合は埋立)、「門」、「塀」を破壊できる。どの部隊でも破壊可能であるが、「 大筒隊 ＞ 槍隊 ＞ 鉄砲隊 ＞ 騎馬隊 」の順に1回あたりの破壊力が高い。防御側は、町並みを破壊して臨時徴兵することができる。攻城側は、町並みを破壊して、金銭、兵糧、家宝を奪うことができる。攻城戦の勝敗は、「大将部隊の壊滅」、「大将部隊の逃走」、「攻城側本陣の占領」、「防御側本丸の陥落」によって判定する。なお、戦闘中に兵糧が尽きると、その軍の部隊は壊走状態になり、撤退が開始される。
合戦で編成できる部隊は以下の通りである。
- 槍隊：槍で武装した足軽隊。
- 長槍隊：槍隊の上位兵種。大名規模「大大名」以上で編成可能。
- 騎馬隊：騎馬武者だけの編成部隊。兵士数と同数の馬が必要。
- 良馬隊：騎馬隊の上位兵種。大名規模「群雄」以上で編成可能。
- 弓隊：弓兵で編成された部隊。間接攻撃が可能。
- 鉄砲隊：鉄砲で武装した部隊。兵士数と同数の鉄砲が必要。
- 雨鉄砲隊：鉄砲隊の上位兵種。雨天でも射撃可能。大名規模「覇者」以上で編成可能。
- 騎馬鉄砲隊：鉄砲で武装した騎馬隊。火縄銃類、管打銃類、短筒類のアイテムを所有している武将のみ編成可能。兵士数と同数の馬と鉄砲が必要。大名規模「覇者」以上で編成可能。覇者以上なので雨鉄砲隊が編成可能なことから雨天でも射撃できると思われがちだが、雨天では射撃できない。そのため、雨天時以外は鉄砲攻撃、雨天時は騎馬攻撃となっている。
- 大筒隊：長距離から砲弾を撃ち込める部隊。雨天では砲撃できない。
- 国崩隊：大筒類のアイテムを所有している武将のみ編成可能。破壊力が大筒隊より高い。雨天では砲撃できない。

天下創世に登場する城・館の一覧
東北地方
徳山館（とくやまだて）、三戸城（さんのへじょう）、石川城（いしかわじょう）、高水寺城（こうすいじじょう）、寺池城（てらいけじょう）、名生城（みょうじょう）、岩切城（いわきりじょう）、小高城（おだかじょう）、大館城（おおだてじょう）、二本松城（にほんまつじょう）、黒川城（くろかわじょう）、角館城（かくのだてじょう）、湊城（みなとじょう）、山形城（やまがたじょう）、米沢城（よねざわじょう）、太田城（おおたじょう）、木田余城（きだまりじょう）
関東
古河御所（こがごしょ）、本佐倉城（もとさくらじょう）、久留里城（くるりじょう）、烏山城（からすやまじょう）、宇都宮城（うつのみやじょう）、沼田城（ぬまたじょう）、箕輪城（みのわじょう）、岩付城（いわつきじょう）、江戸城（えどじょう）、玉縄城（たまなわじょう）、小田原城（おだわらじょう）
甲信越
躑躅ヶ崎館（つつじがさきやかた）、飯山城（いいやまじょう）、海津城（かいづじょう）、深志城（ふかしじょう）、木曽福島城（きそふくしまじょう）、新発田城（しばたじょう）、栃尾城（とちおじょう）、坂戸城（さかとじょう）、春日山城（かすがやまじょう）、魚津城（うおづじょう）、富山城（とやまじょう）、七尾城（ななおじょう）、御山御坊（おやまごぼう）、一乗谷城（いちじょうだにじょう）、金ヶ崎城（かねがさきじょう）
東海
駿府館（すんぷやかた）、引馬城（ひくまじょう）、吉田城（よしだじょう）、岡崎城（おかざきじょう）、清洲城（きよすじょう）、那古野城（なごやじょう）、岩村城（いわむらじょう）、稲葉山城（いなばやまじょう）、桜洞城（さくらぼらじょう）
近畿
安濃津城（あのつじょう）、霧山御所（きりやまごしょ）、小谷城（おだにじょう）、観音寺城（かんのんじじょう）、福地城（ふくちじょう）、室町御所（むろまちごしょ）、建部山城（たけべやまじょう）、八上城（やがみじょう）、芥川山城（あくたがわさんじょう）、石山御坊（いしやまごぼう）、筒井城（つついじょう）、信貴山城（しぎさんじょう）、雑賀城（さいかじょう）、三木城（みきじょう）、姫路城（ひめじじょう）
中国
三星城（みつぼしじょう）、天神山城（てんじんやまじょう）、岡山城（おかやまじょう）、吉田郡山城（よしだこおりやまじょう）、佐東銀山城（さとうかなやまじょう）、指月城（しづきじょう）、山口館（やまぐちやかた）、此隅城（このすみじょう）、鳥取城（とっとりじょう）、月山富田城（がっさんとだじょう）、山吹城（やまぶきじょう）
四国
勝瑞城（しょうずいじょう）、十川城（そごうじょう）、湯築城（ゆづきじょう）、黒瀬城（くろせじょう）、岡豊城（おこうじょう）、中村御所（なかむらごしょ）
九州
小倉城（こくらじょう）、城井谷城（きいだにじょう）、府内館（ふないやかた）、岡城（おかじょう）、立花山城（たちばなやまじょう）、秋月城（あきつきじょう）、勢福寺城（せいふくじじょう）、柳河城（やながわじょう）、村中城（むらなかじょう）、日野江城（ひのえじょう）、隈本城（くまもとじょう）、人吉城（ひとよしじょう）、佐土原城（さどわらじょう）、飫肥城（おびじょう）、内城（うちじょう）、肝付城（きもつきじょう）

### 異名・感状
合戦において敵大名の本丸を陥落させるか総大将を壊滅させ、なおかつその合戦での勲功が100-115の範囲の場合はその武将に感状を出すことができる。感状は同じ武将に何回でも与えることができ、与えられた武将は特技レベルが上昇する（家宝により会得した特技は除く。また騎鉄での出撃時は対象外となる）。
同様に合戦での勲功が120以上の場合は異名を与えることができる（PC版のみ）。異名を与えられた武将は「統率」が2上昇する。異名を与えられるのは一度だけで、2回以上異名の条件を満たしても、2回目からは感状となる。
ただし、大名自身、正四位上以上の役職に就任している武将（官位は関係なし）、大名より年上の一門武将には異名・感状は与えることができない。

### 歴史IFイベント
イベントは、これまでは起こしたら展開を見守るだけの作品が多かった。本作では「歴史IFイベント」として、史実とは異なる展開がクローズアップされるようになった。例えば徳川家康でのプレイ時に信康を処断せず、織田信長と縁を切ることができる。他に明に貿易船を派遣するなどというものや、イスパニアの支援により友好度の低い従属大名が反旗を翻したり周囲の大名が合従連衡したりするというものもある。プレイヤー大名の大名規模が上がるたびに、隣接している大名のうちプレイヤー大名と同盟関係にない大名が従属・同盟・共闘・合従連衡するので、同盟を結ばない限り周辺国全てが攻め寄せてくる可能性が高くなる。織田信長、上杉謙信、武田信玄をプレイヤー大名として選ぶと、連続したIFイベントが展開される。
またエンディングの種類もIFイベントが有効か、あるいはどの大名で統一したかなどプレイ内容で変化し、これまでよりも多彩になっている。

### パワーアップキットでの強化点
「天下創世」のパワーアップキット（以下、PK）では、新武将が100人、「新シナリオ」が3本、「新イベント」が約50点が追加された。また、「合戦トライアルモード」や、ゲーム難易度の設定で「入門」と「超級」が追加された。エディタは「城エディタ」、「武将エディタ」、「姫エディタ」の他に、「合戦エディタ」や「領地エディタ」が新しく搭載された。一方、前作及び前々作にあった「イベントエディタ」は本作では搭載されなかった。
内政面では建設可能な施設の種類も増加した。
新たに追加された新施設は、「水車」（すいしゃ）、「学問所」（がくもんじょ）、「庄屋」（しょうや）、「離宮」（りきゅう）、「土蔵」（どぞう）、「火の見櫓」（ひのみやぐら）、「番所」（ばんしょ）、「修験寺」（しゅげんじ）、「大名屋敷」（だいみょうやしき）、「商会」（しょうかい）、「鐘楼」（しょうろう）、「大八幡」（だいはちまん）、「御坊」（ごぼう）、「練兵所」（れんべいじょ）である。さらに無印に存在した大名規模による町並み開発制限が撤廃されている。また「建設」で「投資」よりもコストは掛かるものの、直接任意の施設を建設できるようにもなった。

### PC版とPS2版の主な相違点
- PC版では税率の変更ができるが、PS2版では変更ができない。
- PC版では兵士輸送ができないが、PS2版ではできる。したがって、攻略した城に素早く兵士を補充できる。
- 大筒隊、国崩隊の兵士数が、PC版では1門100人×5門であるが、PS2版は1門200人×5門。
- PC版では異名を与えられるが、PS2版ではできない。
- PC版では敵大名を滅亡させた戦闘で捕縛し解放した武将については1ターン後に浪人として登場するが、PS2版ではそのターンに浪人として登場する。

### 合戦トライアル
「合戦トライアル」とはパワーアップキットに搭載された新モードで、有名武将との合戦だけを集めた「勝ち抜き戦のバトル」である。内政や外交等は一切なく、合戦だけを中心に楽しむことができるのが特徴で、1つの合戦に勝利すると、そのプレーヤーの戦果の状況、戦闘に要した日数などによって「金、銀、銅」で表彰されて、次の新たな合戦に進んでいく。
また、戦場マップや出陣する武将、部隊、季節、シナリオ、などを自由に選んで、自分の思い描く「架空の合戦」を作成することも可能である。そして、その「架空の合戦」でCPUの敵軍と対戦して楽しむことができる。また、自分の作成した架空の合戦のデータを20個までセーブすることもできる。
- 織田信長編
  1. 稲生原の戦い
  2. 桶狭間の戦い
  3. 稲葉山攻略戦
  4. 姉川の戦い
  5. 石山合戦
  6. 本能寺の変
- 豊臣秀吉編
  1. 山崎の戦い
  2. 賤ヶ岳の戦い
  3. 小牧･長久手の戦い
  4. 小田原合戦
  5. 大坂の陣
- 徳川家康編
  1. 三河一揆
  2. 三方ヶ原の戦い
  3. 小牧･長久手の戦い
  4. 関ヶ原の戦い
  5. 大坂の陣
- 武田信玄編
  1. 北信濃攻略戦
  2. 川中島の戦い
  3. 三増峠の戦い
  4. 三方ヶ原の戦い
  5. 長篠の戦い
  6. 安土の戦い
- 九州戦記編
  1. 多々良浜の合戦
  2. 今山合戦
  3. 耳川の合戦
  4. 沖田畷の戦い
  5. 岩屋城防衛戦
- 日本史編
  1. 後三年の役
  2. 保元･平治の乱
  3. 源平合戦
  4. 南北朝の戦い
  5. 応仁の乱

## シナリオ
Windows通常版では3つのシナリオが選択でき、いずれかをクリアすると4つ目の「本能寺の変」シナリオが出現する。
なお、WinPKでは「本能寺の変」までの4つのシナリオが標準で選択でき、PS2PKでは無印の全シナリオが選択できる。
- 「家督相続」(1551年春)
- 「桶狭間合戦」(1560年春)
- 「信長包囲網」(1570年晩秋)
- 「本能寺の変」(1582年夏) - パワーアップキットでは標準で選択可能
- 「甲斐侵攻」(1581年厳冬) - ユーザーズページ追加シナリオ。PS2無印ではクリア後のボーナスシナリオの一つ
- 「正徳寺の会見」(1553年春) - ダウンロード販売追加シナリオ。PS2無印ではクリア後のボーナスシナリオの一つ「正徳寺にて」
- 「信玄上洛」(1572年厳冬、仮想シナリオ) - ダウンロード販売追加シナリオ。PS2無印ではクリア後のボーナスシナリオの一つ

以下、パワーアップキット版の追加シナリオ。
- 「小牧長久手合戦」(1584年春) - PS2PKでは「小牧長久手」
- 「政宗反攻」(1590年梅雨、仮想シナリオ）
- 「関ヶ原合戦」(1599年春)
- 「浪人革命」(1551年夏、仮想シナリオ) - ユーザーズページ追加シナリオ。PCのみ
- 「九州征伐」(1586年春) - ダウンロード販売追加シナリオ。PCのみ